# Waldsänger
Die Waldsänger (Parulidae) sind eine artenreiche Familie in der Ordnung der Sperlingsvögel (Passeriformes). Die Familie umfasst 18 Gattungen.

## Verbreitung
Waldsänger kommen ausschließlich in der Neuen Welt vor. Sie leben in unterschiedlichen Lebensräumen, wie Buschland, Sümpfe, Laubwälder, Nadelwälder und Mangrovenwälder, von Kanada bis nach Südamerika und bewohnen meist die oberen Regionen der Bäume. Nur wenige Arten leben am Boden oder in Bodennähe. Die meisten Arten, die in den tropischen Gebieten leben und brüten, sind Standvögel. Die Arten, die im Norden verbreitet sind und dort ihre Brutgebiete haben, gehören zu den Zugvögeln. 

## Merkmale
Die Körperlänge der Waldsänger reicht von 10 Zentimetern bis zu 15 Zentimeter, das Gewicht liegt zwischen 6 g und 25 g. In früherer Systematik machte der Gelbbrustwaldsänger (Icteria virens) mit 19 Zentimeter und einem Gewicht von bis zu 33 g eine Ausnahme; die Art wird allerdings heute nicht mehr zu den Waldsängern gezählt. Die größte Art der Familie ist dadurch nun der Pieperwaldsänger. 
Charakteristisch bei den kleinen, schlanken Waldsängern ist der schmale, spitze Schnabel. Das Gefieder hat ein umfangreiches Spektrum an Farben. Von Hell- bis Dunkelbraun, Hellgrau bis Dunkelgrau, Olivbraun bis zu einem satten, leuchtenden Rot, Gelb oder Blau. Vor allem das Brutkleid zeigt sich farbenprächtig. Die Geschlechter der Arten in den tropischen Gebieten sind gleich gefärbt und tragen oft das ganze Jahr über ein farbenreiches Gefieder. Bei den nördlichen Waldsängern ist das Männchen im Ruhekleid ähnlich gefärbt wie das Weibchen. Wenn sie im Herbst ihre Überwinterungsgebiete im Süden erreichen, wechselt das Männchen das Brutkleid gegen das Ruhekleid. Bevor sie ihre Überwinterungsgebiete im Süden verlassen und nach Norden fliegen, legen sie ihr Brutkleid wieder an.
Ihre Sangeskünste sind nicht besonders ausgeprägt und eindrucksvoll. Wenn sie singen, wird dies jedoch sehr ausdauernd vorgebracht. Ihre Stimme hat einen hohen und zarten Klang.

## Ernährung
Die Waldsänger ernähren sich von vielen unterschiedlichen Insekten wie Käfern, Raupen, Schmetterlingen oder Fliegen sowie Spinnen und Schnecken. Zusätzlich ernähren sie sich von Früchten und Pflanzenteilen. Die Insekten werden von den Blättern oder Bäumen gepickt oder sie werden im Flug erbeutet. Der Baumläufer findet seine Beute auch in den Rindenspalten der Bäume.

## Fortpflanzung
Bei den Waldsängern im Norden wird das Nest vorwiegend von den Weibchen gebaut. Die Männchen beteiligen sich nur gelegentlich daran. Die Nester haben unterschiedliche Formen und variieren wie die Nestlage von Art zu Art. An den Bäumen sind meist napfförmige Nester zu sehen, die entweder nach oben offen sind oder geschlossen sind und einen seitlichen Eingang besitzen. Einige Arten beziehen auch verlassene Spechtlöcher oder Nistkästen. Das Gelege besteht aus vier bis fünf Eiern, die allein das Weibchen ausbrütet. 
Bei den tropischen Arten der Waldsänger befinden sich die Nester häufig dicht an der Bodenvegetation. Das Gelege besteht aus zwei bis drei Eiern. Die Männchen beteiligen sich stärker am Nestbau und bei der Brutpflege.

## Gattungen und Arten
Die Familie wurde im Jahr 1947 durch den amerikanischen Ornithologen Alexander Wetmore und Kollegen von der American Ornithologists’ Union eingeführt. Typus-Gattung ist Parula, die mittlerweile in den Baumwaldsängern (Setophaga) aufgegangen ist.
Nach heutigem Stand (2022) enthält die Familie der IOU folgend 120 Arten in 18 Gattungen:
- Basileuterus – 11 Arten
- Cardellina – 5 Arten:
  - Kanadawaldsänger (Cardellina canadensis)
  - Mönchswaldsänger (Cardellina pusilla)
  - Dreifarben-Waldsänger (Cardellina rubrifrons)
  - Purpurwaldsänger (Cardellina rubra)
  - Rosenwaldsänger (Cardellina versicolor)
- Catharopeza
  - Pfeifwaldsänger (Catharopeza bishopi)
- Gelbkehlchen (Geothlypis) – 15 Arten
- Helmitheros
  - Haldenwaldsänger (Helmitheros vermivorum)
- Leiothlypis – 6 Arten:
  - Brauenwaldsänger (Leiothlypis peregrina)
  - Orangefleck-Waldsänger (Leiothlypis celata)
  - Colimawaldsänger (Leiothlypis crissalis)
  - Rotbürzel-Waldsänger (Leiothlypis luciae)
  - Rubinfleck-Waldsänger (Leiothlypis ruficapilla)
  - Gelbsteiß-Waldsänger (Leiothlypis virginiae)
- Leucopeza
  - Blassfuß-Waldsänger (Leucopeza semperi)
- Limnothlypis
  - Swainsonwaldsänger (Limnothlypis swainsonii)
- Mniotilta
  - Kletterwaldsänger (Mniotilta varia)
- Myioborus – 12 Arten
- Myiothlypis – 18 Arten, u. a.:
  - Schmätzerwaldsänger (Myiothlypis fulvicauda)
  - Flusswaldsänger (Myiothlypis rivularis)
  - Santa-Marta-Waldsänger (Myiothlypis basilicus)
  - Schwarzscheitel-Waldsänger (Myiothlypis nigrocristatus)
  - Olivflanken-Waldsänger (Myiothlypis leucoblepharus)
  - Bergbach-Waldsänger (Myiothlypis signatus)
  - Feenwaldsänger (Myiothlypis fraseri)
  - Gilbwaldsänger (Myiothlypis flaveolus)
  - Goldbauch-Waldsänger (Myiothlypis chrysogaster)
  - Goldflanken-Waldsänger (Myiothlypis leucophrys)
  - Graukehl-Waldsänger (Myiothlypis cinereicollis)
  - Weißzügel-Waldsänger (Myiothlypis conspicillatus)
  - Goldscheitel-Waldsänger (Myiothlypis coronatus)
  - Bindenwaldsänger (Myiothlypis bivittatus)
  - Bonapartewaldsänger (Myiothlypis luteoviridis)
- Oporornis
  - Augenringwaldsänger (Oporornis agilis)
- Oreothlypis – 2 Arten:
  - Schmuckwaldsänger (Oreothlypis superciliosa)
  - Feuerwaldsänger (Oreothlypis gutturalis)
- Parkesia – 2 Arten:
  - Stelzenwaldsänger (Parkesia motacilla)
  - Uferwaldsänger (Parkesia noveboracensis)
- Protonotaria
  - Zitronenwaldsänger (Protonotaria citrea)
- Seiurus
  - Pieperwaldsänger (Seiurus aurocapilla)
- Baumwaldsänger (Setophaga) – 37 Arten
- Spitzschnabel-Waldsänger (Vermivora) – 3 Arten